# Laguna Ndogo
Laguna Ndogo – laguna w południowo-zachodniej części Gabonu.
Charakteryzuje się występowaniem dużej ilości wysp (ok. 350). Jest to miejsce połowów wielu gatunków ryb, m.in. tuńczyków, karmazynów, tarponów oraz okoni nilowych.
Największe miejscowości położone niedaleko laguny to Sette Cama oraz Gamba.